# Kock
Kock je město na východě Polska v Lublinském vojvodství v okrese Lubartów. Je sídlem městsko-vesnické gminy. V roce 2021 zde žilo 3 183 obyvatel.

## Historie
Poprvé se objevuje v kronikách roku 1258 jako Cocsk. V 15. století byl nazýván Kocsko nebo Koczsko, v závěru 18. století Kocko. Současný název je užíván od století devatenáctého.
V 19. a 20. století se ve městě odehrálo několik bitev, a to v letech 1809, 1831, 1863, 1920, 1939 a naposledy v srpnu 1944 během Akce Bouře (Akcja Burza).

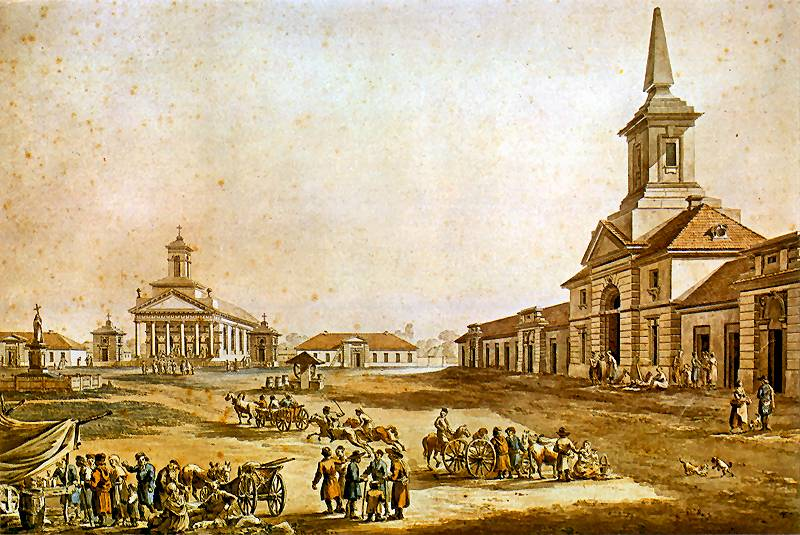
Kock v 18. století

### Židé v Kocku
Židovská komunita ve městě, které je v jidiš známo jako Kotzk nebo Kotsk, vznikla v 17. století. V 19. století se díky působení rabína Menachema Mendela město stalo významným centrem chasidismu. Většina místních židů zahynula během holokaustu, po skončení druhé světové války již židovská obec nebyla obnovena.

## Osobnosti
- Menachem Mendel z Kotsku (1787–1859) – chasidský rabín, známý též jako kocký rebel
- Franciszek Kleeberg (1888–1941) – polský generál